# DDR-Meisterschaften im Hallenfaustball 1985/86
Die DDR-Meisterschaften im Hallenfaustball 1985/86 waren die 26. Austragung der DDR-Meisterschaften der Männer und Frauen im Hallenfaustball der DDR in der Saison 1985/86. 
An den Finalturnieren nahmen die jeweils vier bestplatzierten Mannschaften der DDR-Oberliga teil.
Für die Endrunde der Hallenfaustball-Oberliga der Männer qualifizierten sich Lok Dresden, Traktor Bachfeld. ISG Hirschfelde und die SG Heidenau.

## Frauen
Endstand
| Platz | Mannschaft             |
| ----- | ---------------------- |
| 1.    | Chemie Weißwasser      |
| 2.    | Lokomotive Schwerin II |
| 3.    | Lokomotive Schwerin I  |
| 4.    |                        |

## Männer
Endstand
| Platz | Mannschaft           |
| ----- | -------------------- |
| 1.    | Lokomotive Dresden   |
| 2.    | BSG Traktor Bachfeld |
| 3.    | SG Heidenau          |
| 4.    | ISG Hirschfelde      |

## Weblink
- Faustball-DDR-Meisterschaften auf sport-komplett.de